# Zantheres gracillimus
Zantheres gracillimus är en spindelart som beskrevs av Tamerlan Thorell 1887. Zantheres gracillimus ingår i släktet Zantheres och familjen vargspindlar.
Artens utbredningsområde är Myanmar. Inga underarter finns listade i Catalogue of Life.